# Błatesznica
Błatesznica (bułg. Блатешница) – wieś w Bułgarii, w obwodzie Pernik, w gminie Zemen. Według danych szacunkowych Ujednoliconego Systemu Ewidencji Ludności oraz Usług Administracyjnych dla Ludności, 15 czerwca 2020 roku miejscowość liczyła 80 mieszkańców.

## Historia
Wieś Błatesznica wymieniona pod tą nazwą została w Mrocznej Karcie cara Iwana Aleksandra w 1347 roku. Istnienie wsi jest udokumentowane w spisach Dżelepkeszanów z 1576 roku, gdzie wpisana jest jako Błatesznicze w kazie radomirskiej.